# Dan Scully
Dan Scully ist ein US-amerikanischer Licht- und Videodesigner, der für Off-Theatergruppen, am Broadway und für die Salzburger Festspiele arbeitet.

## Leben und Werk
Scully studierte an der Harvard University Informatik (Bachelor-Abschluss 1999) und an der NYU Bühnenbild für Theater und Film (Master-Abschluss 2007). Er war aber schon ab 1998 als Lichtassistent tätig, für eine Tournee von Fiddler on the Roof. Von 2000 bis 2004 wirkte er als Lichtdesigner des Harvard University Dance Program. Seit 2005 lebt er mit seiner Frau Bernadette in Brooklyn und arbeitet als freischaffender Lichtdesigner für verschiedene Theater – hauptsächlich in New York, aber auch fallweise in den Bundesstaaten New Jersey, Massachusetts, Florida, wo er seit 2008 regelmäßig von der Asolo Theatre Company engagiert wird. Seit 2007 ist Scully auch als Videodesigner tätig und hat in dieser Funktion auch für die Produktion The Orchestra Rocks! an der Carnegie Hall gearbeitet. Eine langjährige Zusammenarbeit verbindet Scully mit dem Regisseur Brian Mertes, der ihn auch für das Lichtdesign der neuen Jedermann-Inszenierung der Salzburger Festspiele im Jahr 2013 verpflichtete.
Laut Statement auf seiner Webseite, will Scully mit seiner Arbeit „die einzigartige Magie des gemeinsam erlebten Live-Ereignisses Theater durch Licht und Bild unterstützen“.

## Wichtige Produktionen

### Schauspiel
- 2006: Curse of the Starving Class – NYU Graduate Acting, Brian Mertes
- 2007: Uncle Vanya – Lake Lucille Project, Brian Mertes
- 2007: Caligula – SoHo Rep, Brian Mertes
- 2007–09: The Greeks –  Juilliard School, New York City, Brian Mertes
- 2008 The Blonde, The Brunette, and the Vengeful Redhead –  Asolo Repertory Theater, Melissa Kievman
- 2010: The Americans –  Juilliard School, Brian Mertes
- 2013–14: Jedermann –  Salzburger Festspiele, Brian Mertes und Julian Crouch

### Musik
- 2008: Seven Last Words  –  Lincoln Center Chamber Orchestra, Scott Evans
- 2013: The Orchestra Moves! – Carnegie Hall, Susan Fenichell

### Tanz
- 2008: Chunk in Nine Pieces  –  The Merce Cunningham Studios